# Elecciones generales de Uruguay de 1922
Las elecciones de 1922 llevadas a cabo en Uruguay el 26 de noviembre de ese año, último domingo de noviembre, tenían como propósito la elección del gobierno nacional, y de parte de los miembros del Poder Legislativo.

## Generalidades
Cumpliendo con la Constitución de 1918 se eligió, por primera vez en la historia del Uruguay, al Presidente de la República de forma directa por parte de la ciudadanía mediante el voto. Se puso en práctica la universalización del sufragio masculino. También se eligió una parte del Consejo Nacional de Administración.
Sin embargo, la primera elección celebrada en Uruguay con sufragio universal masculino y secreto fue el 30 de julio de 1916, cuando se eligió a la convención de reforma constitucional que terminó redactando la Constitución de 1918.
Nuevamente hubo un triunfo electoral del Partido Colorado en la postulación presidencial; el candidato ganador, José Serrato, asumió el 1.º de marzo de 1923. En tanto, el Consejo Nacional de Administración pasó a ser presidido por Julio María Sosa, ingresando también al mismo Federico Fleurquin.
Junto a la elección del Poder Ejecutivo, se votaron los cargos de parte de los miembros del Poder Legislativo: un tercio del Senado, y la totalidad de la Cámara de Diputados.

## Candidaturas
Esta elección fue la primera del caudillo nacionalista Luis Alberto de Herrera. Herrera, que fue un firme partidario de abandonar la vía armada después de la muerte de Aparicio Saravia, fue electo como único candidato por el Partido Nacional en unas elecciones internas del partido dos meses antes de las elecciones generales. La candidatura presidencial de Herrera, acompañada por las candidaturas como miembros del Consejo Nacional de Administración de Carlos María Morales y Alfredo García Morales, compitió contra la fórmula de Arturo Lussich para presidente y la de Martín C. Martínez y Leonel Aguirre para consejeros. Sin embargo, esta fracción principista decidió apoyar la candidatura de Herrera tras perder esta interna.
El 20 de octubre, en el teatro Artigas de Montevideo, Herrera presentó su programa de gobierno. Su propuesta programática proclamaba evitar el conflicto entre el capital y el trabajo y que solo serían admitidas las “reformas juiciosas”, a diferencia del batllismo. Sin embargo, el punto más reiterado por Herrera fue que en Uruguay todavía no se había conquistado definitivamente la libertad política. Así, su promesa de garantizar el juego electoral limpio constituyó el principal eje discursivo de sus intervenciones mediáticas.
Una novedad de la campaña nacionalista fue el “tren relámpago” que con los candidatos y otras personalidades del partido visitó “todos los departamentos, todas sus capitales, todos los pueblos acordonados a los rieles”. Esto posibilitaba a los simpatizantes, definidos como el “pueblo auténtico” por el Partido Nacional, a establecer contacto directo con los candidatos, en especial con Luis Alberto de Herrera que disfrutaba en las funciones públicas estableciendo contacto directo con las muchedumbres. Según la prensa nacionalista (El País de arraigo principista y La Democracia de corte herrerista): “el electorado no se contenta ya, con escuchar a los candidatos a través del telégrafo y del diario; quiere conocerlos personalmente, teniéndolos a su alcance”.
Por el lado del Partido Colorado, la enorme influencia de José Batlle y Ordóñez, presidente del país entre 1903-1907 y 1911-1915, jugó un importante rol. Batlle desempeñaba roles ambivalentes, por un lado, era el artífice de las fragmentaciones del Partido Colorado (entre aquellos que lo apoyaban, el batllismo, y sus detractores como el riverismo o el vierismo) y al mismo tiempo su figura preponderante era la que comandaba la unidad partidaria en las elecciones.
José Serrato fue el candidato ganador del Partido Colorado en estas elecciones. Serrato, quien había servido como Ministro de Fomento, de Hacienda y de Interior para Batlle en distintas ocasiones, era un personaje independiente dentro de las facciones internas del Partido, por lo que el impulso de su candidatura por Batlle sirvió como una candidatura de unidad.

## Reacción de los resultados
El Partido Colorado se alzó nuevamente triunfante con José Serrato alcanzando la primera magistratura con 94.462 sufragios, a pesar de haber obtenido individualmente menos votos que Herrera, quien acumuló la cifra de 117.901. Esto por la “ley de lemas” que permitía a los partidos registrar varios sublemas, representativos de sus distintas tendencias, en una elección para que sume votos al lema común (partido).
Después de los comicios del 26 de noviembre, la prensa nacionalista celebró la “victoria definitiva” frente al batllismo, “callado” y “desalentado” ante la “desastrosa derrota”, aunque se reconocía que todavía faltaba cerrar el escrutinio de votos. No obstante, con el pasar de los días se fueron convirtiendo en denuncias de fraude electoral perpetradas por el Partido Colorado. La prensa nacionalista tildó al régimen de "corrupto y porfirista”, bajo la égida del “monarca” Don José I, en referencia a José Batlle y Ordóñez y se reportó un enfrentamiento violento en el Club Nacional.
El 5 de diciembre se aceptó que no alcanzaron la presidencia y el 10 de diciembre Herrera publicó “Un manifiesto al país” en el que expresó su “deuda de gratitud” con los “nobles ciudadanos” que lo honraron con su voto. Herrera tomó la decisión de abandonar la presidencia del directorio del partido y viajar a Europa. Unos meses, en su libro Una Etapa, haría una crítica al fraude en la elección.

## Resultados

### Presidenciales
|  | Partido político   | Lista | Candidato presidencial  | Votos obtenidos | Porcentaje |
|  | ------------------ | ----- | ----------------------- | --------------- | ---------- |
|  | Partido Colorado   | ?     | José Serrato            | 123.279         | 50,05 %    |
|  | Partido Nacional   | ?     | Luis Alberto de Herrera | 116.080         | 47,12 %    |
|  | Partido Comunista  | ?     | ?                       | 3179            | 1,29 %     |
|  | Partido Católico   | ?     | ?                       | 2787            | 1,13 %     |
|  | Partido Socialista | ?     | ?                       | 997             | 0,40 %     |
|  | Unión Industrial   | ?     | ?                       | 2               | 0,01 %     |

### Consejo Nacional de Administración
| Partido                                           | Votos                 | %                     | Miembros electos | Miembros totales |
| ------------------------------------------------- | --------------------- | --------------------- | ---------------- | ---------------- |
| Partido Colorado                                  | 122,311               | 50.25                 | 2                | 6                |
| Partido Nacional                                  | 117,895               | 48.44                 | 1                | 3                |
| Partido Comunista                                 | 3,179                 | 1.31                  | 0                | 0                |
| Total                                             | 243,385               | 100.00                | 3                | 9                |
| Fuentes:                                          |                       |                       |                  |                  |
| Presidente del Consejo Nacional de Administración |                       |                       |                  |                  |
| Titular                                           | Titular               | Titular               | Electo           | Electo           |
| José Batlle y Ordóñez                             | José Batlle y Ordóñez | José Batlle y Ordóñez | Julio María Sosa | Julio María Sosa |
| Partido Colorado                                  | Partido Colorado      | Partido Colorado      | Partido Colorado | Partido Colorado |

### Cámara de Diputados
| Partido o lema                                       | Partido o lema               | Votos                       | %                           | Diputados obtenidos         | +/-                         |
| ---------------------------------------------------- | ---------------------------- | --------------------------- | --------------------------- | --------------------------- | --------------------------- |
| Partido Colorado                                     | Partido Colorado Batllista   | 95,995                      | 38.97                       | 49                          | +9                          |
| Partido Colorado                                     | Partido Colorado Gral Rivera | 14,460                      | 5.87                        | 8                           | -1                          |
| Partido Colorado                                     | Partido Colorado Radical     | 9,726                       | 3.95                        | 5                           | Nuevo                       |
| Partido Colorado                                     | Listas Coloradas             | 3,098                       | 1.26                        | 1                           | 0                           |
| Partido Colorado                                     | Total                        | 123,279                     | 50.05                       | 63                          | -1                          |
| Partido Nacional                                     | Partido Nacional             | 116,080                     | 47.12                       | 58                          | +2                          |
| Partido Comunista                                    | Partido Comunista            | 3,179                       | 1.29                        | 1                           | Nuevo                       |
| Unión Cívica                                         | Unión Cívica                 | 2,787                       | 1.13                        | 1                           | 0                           |
| Partido Socialista                                   | Partido Socialista           | 997                         | 0.40                        | 0                           | -2                          |
| Unión Industrial                                     | Unión Industrial             | 2                           | 0.00                        | 0                           | Nuevo                       |
| Total                                                | Total                        | 246,324                     | 100.00                      | 123                         | 0                           |
| Fuente: Nohlen                                       |                              |                             |                             |                             |                             |
| Presidente de la Cámara de Representantes de Uruguay |                              |                             |                             |                             |                             |
| Titular                                              | Titular                      | Electo                      | Electo                      | Electo                      | Electo                      |
| Héctor R. Gómez                                      | Héctor R. Gómez              | Aureliano Rodríguez Larreta | Aureliano Rodríguez Larreta | Aureliano Rodríguez Larreta | Aureliano Rodríguez Larreta |
| Partido Colorado                                     | Partido Colorado             | Partido Nacional            | Partido Nacional            | Partido Nacional            | Partido Nacional            |

### Senadores
| Partido o lema        | Partido o lema               | Votos            | %                | Senadores obtenidos | Senadores totales | +/-              |
| --------------------- | ---------------------------- | ---------------- | ---------------- | ------------------- | ----------------- | ---------------- |
| Partido Colorado      | Partido Colorado Batllista   | 52,003           | 39.37            | 2                   | 11                | -2               |
| Partido Colorado      | Partido Colorado Gral Rivera | 8,653            | 6.55             | 0                   | 0                 | 0                |
| Partido Colorado      | Partido Colorado Radical     | 4,613            | 3.49             | 0                   | 0                 | 0                |
| Partido Colorado      | Total                        | 65,269           | 49.04            | 2                   | 11                | -2               |
| Partido Nacional      | Partido Nacional             | 60,924           | 46.12            | 5                   | 8                 | +2               |
| Partido Comunista     | Partido Comunista            | 3,016            | 2.28             | 0                   | 0                 | Nuevo            |
| Unión Cívica          | Unión Cívica                 | 1,937            | 1.47             | 0                   | 0                 | 0                |
| Partido Socialista    | Partido Socialista           | 953              | 0.72             | 0                   | 0                 | 0                |
| Unión Industrial      | Unión Industrial             | 2                | 0.00             | 0                   | 0                 | Nuevo            |
| Total                 | Total                        | 132,101          | 100.00           | 7                   | 19                | 0                |
| Fuente:               |                              |                  |                  |                     |                   |                  |
| Presidente del Senado |                              |                  |                  |                     |                   |                  |
| Titular               | Titular                      | Titular          | Titular          | Electo              | Electo            | Electo           |
| José Espalter         | José Espalter                | José Espalter    | José Espalter    | José Espalter       | José Espalter     | José Espalter    |
| Partido Colorado      | Partido Colorado             | Partido Colorado | Partido Colorado | Partido Colorado    | Partido Colorado  | Partido Colorado |